# LR-300
LR-300 -  американський  автомат, створений на основі автомата AR-15. Виробництво LR 300 почалося в 2000 році і було припинено через 6 років через низькі продажі, а ліцензія на конструкцію була продана компанії Para-Ordnance, що розробила на її основі самозарядну гвинтівку Para Tactical Target Rifle (PTTR).

## Опис
LR-300 — легка штурмова гвинтівка дальністю стрільби 300 метрів є зміненим варіантом карабіна Colt М4. Основні технічні відмінності LR-300 від гвинтівок типу М16 полягають в системі газовідводу. LR-300 обладнана складним прикладом. Пістолетна рукоять виконана з пластикового матеріалу і для більш зручного ведення стрільби зафіксована під кутом що і у Colt М1911. Порожня рукоятка призначається в основному для зберігання необхідного приладдя. На даній гвинтівці можливі два типи цівки: пластикова, або алюмінієва. Обидва види цівки володіють спеціальними виїмками для охолодження ствола. Ствол хромований заради міцності . Гвинтівка обладнана полум'ягасником.
Верхня частина гвинтівки з поздовжньою проточкою Вівера дозволяє легко приєднати будь-який з оптичних або електронних прицілів цієї системи. Гвинтівка оснащена кільцевим заднім прицілом системи Вільямса (Williams) з горизонтальною і вертикальною регулюванням.

## Види
LR-300 ML (Military/Law) — узятий на озброєння в армійських і поліцейських підрозділах, довжина ствола становить 292 мм. Має одиночний і автоматичний режими вогню. Є можливість установки підствольного гранатомета.
LR-300 SR (Sport Rifle) — цивільна версія гвинтівки, що має лише напівавтоматичний режим вогню. довжина ствола становить 419 мм, використовується в основному для спортивної стрільби.

## Випробування
Випробовувалася здатність гвинтівки по збереженню точності прицільної стрільби в умовах екстремального нагріву. Серія з 5 пострілів вироблялася з холодного ствола, потім слідували 60 пострілів за півтори хвилини. Далі були зроблені 5 точних прицільних пострілів по тій же мішені. Серія пострілів, проведена з гарячого ствола, лягала точно по цілі, і купчастість лише незначно знижувалася, у порівнянні з результатом першої серії з холодного ствола.

## Переваги і недоліки

### Переваги
Гвинтівка LR- 300 має вищі показники, ніж М4 з аспектів зручності, надійності, точністі стрільби. Завдяки присутності складного приклада вона компактніша.

### Недоліки
Висока ціна негативно відбивається на інтересі поліцейських і армійських сил до цієї гвинтівки . Зараз немає ніяких відомостей про застосування ZM LR — 300 у збройних силах або поліцейських підрозділах США, втім, як і інших держав. Навпаки, деякі джерела говорять про наявність у збройних силах США прямого конкурента LR- 300 — гвинтівки HK- 416 , розробленої підприємством Heckler & Koch як нове покоління після карабінів М4.

## Поява в комп'ютерних іграх

#### S.T.A.L.K.E.R.
Наявна в усіх трьох іграх серії під назвою ТРс-301. Дуже чутлива до забруднень, тому не дуже підходить для складних умов Зони. Використовується в основному найманцями, одинаками і сталкерами угруповання «Свобода». Рідше бандитами, зомбованими і сталкерами угруповань «Чисте небо» і «Моноліт».
Rust
З'явилась в грі з оновленням №124. Штурмова гвинтівка LR-300 - це автоматична зброя, яка може стріляти всіма варіантами патронів 5.56. Це експериментальна зброя в тому, що вона має нижчу віддачу і вищу скорострільність, на відміну від АК47, який має високу віддачу і нижчу скорострільність. Незначні неточності, показані в цій моделі, показують риси від Rust Legacy, коли кожен раз, коли ви оснащуєте зброю, затвор витягується назад, тоді як в реальному житті його потрібно лише витягти один раз, якщо магазин не був вийнятий або не виправлялась деяка несправність.